# Verfassungsreferendum im Iran im Dezember 1979

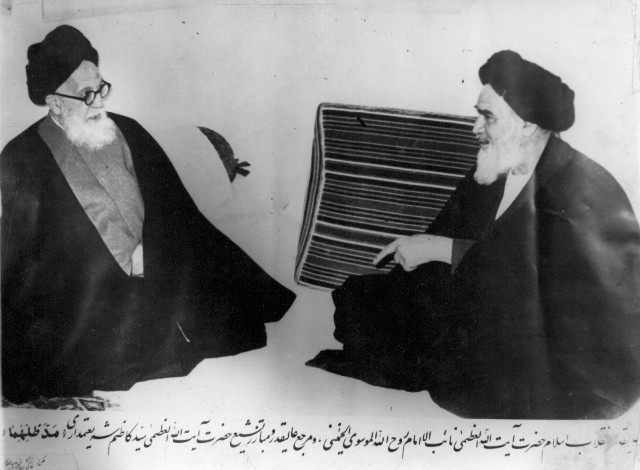
Schariatmadari (links) und Chomeini (rechts)

Das Verfassungsreferendum im Iran im Dezember 1979 war eine Volksabstimmung am 2./3. Dezember 1979 über die von der Expertenversammlung beschlossenen neuen Verfassung des Iran.

## Vorgeschichte
Die Expertenversammlung arbeitete vom 19. August 1979 bis zum 12. September 1979 an einer neuen Verfassung. Am 15. November 1979 wurde von der Versammlung über den Verfassungsentwurf von Ruhollah Chomeini abgestimmt und mehrheitlich angenommen. Durch das Referendum sollte die Verfassung durch das Volk bestätigt werden. Großajatollah Mohammad Kazem Schariatmadari lehnte den Verfassungsentwurf der Expertenversammlung ab und sprach einen Wahlboykott aus.

## Ergebnis und Folgen
|          | Stimmen    | %     |
| -------- | ---------- | ----- |
| Ja       | 15.680.329 | 99,5  |
| Nein     | 78.516     | 0,5   |
| ungültig | 111        | 0,00  |
| Summe    | 15.758.956 | 100 % |

Das Referendum ging

„ohne schwere Auseinandersetzungen über die Bühne. In Täbriz kam es zu Auseinandersetzungen von Anhängern Schariatmadaris und Chomeini-Anhänger und in den größeren Städten Balutschistans konnte überhaupt nicht abgestimmt werden, weil die Wahllokale blockiert wurden. [...] Bisher liegen die Ergebnisse aus 83 Städten vor. Dort stimmten 99,7 Proz[ent] für die vorgeschlagene Verfassung. Zahlen über die Wahlbeteiligung - denen man ohnehin keinen vertieften Glauben schenken dürfen wird - liegen noch nicht vor.“

Mit dem Ergebnis des Referendums nahm das iranische Volk die neue iranische Verfassung an. Die Verfassung, maßgeschneidert auf den Revolutionsführer Ruhollah Chomeini, musste nach dessen Tod überarbeitet und durch ein erneutes Referendum bestätigt werden. Diese Verfassung vom 28. Juli 1989 gilt bis heute.